# Gene Hoglan

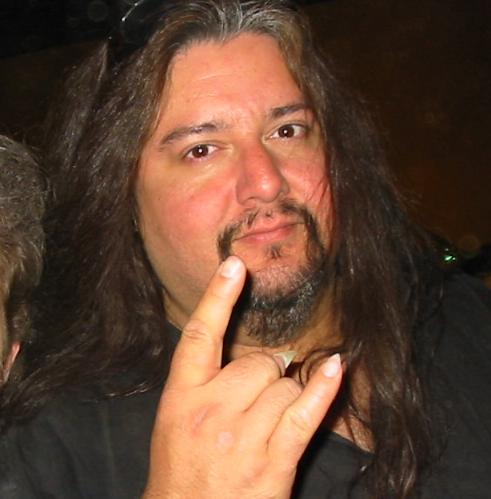
Hoglan beim Gods-of-Metal-Festival 2005 in Italien

Gene Hoglan, bürgerlich Eugene Victor Hoglan II (* 31. August 1967 in Dallas, Texas), ist ein US-amerikanischer Schlagzeuger, der in zahlreichen Metal-Bands spielte. Zurzeit ist er Mitglied bei Dark Angel, Dethklok, Pitch Black Forecast und Mechanism. Seiner spieltechnischen Präzision verdankt er den Spitznamen The Atomic Clock (deutsch: Die Atomuhr).

## Karriere
Recht früh kam Hoglan über Bands wie Kiss und Black Sabbath mit der Hard-Rock-Szene in Kontakt. Anfang der 1980er lernte er dann die NWoBHM kennen und begann in die Tape-Trading-Szene einzusteigen. Hoglan brachte sich im Alter von 14 Jahren das Schlagzeugspielen selbst bei. 1984 gründete er zusammen mit seiner Schwester Lisa das Fanzine Braindamage. Er arbeitete 1984 als Roadie bei Slayer und gründete mit Michelle Meldrum im gleichen Jahr seine erste Band Wargod, die es auf zwei Demos (1985 und 1986) brachte. 1984 ersetzte er außerdem Jack Schwartz als Drummer von Dark Angel. Er beteiligte sich auch als Songwriter an deren Alben Darkness Descends (1986), Leave Scars (1989) und Time Does Not Heal (1991). 1992 stieg Hoglan aus, nachdem im Vorfeld bereits kein einziges Originalmitglied mehr übrig war, und schloss sich Death an. Zusammen mit Chuck Schuldiner nahm er dann die Alben Individual Thought Patterns und Symbolic auf. Nachdem Schuldiner sich auf seine Band Control Denied konzentriert hatte und sich Death zwischenzeitlich aufgelöst hatte, schloss sich Hoglan 1997 Devin Townsends Projekt Strapping Young Lad an. Im gleichen Jahr beteiligte er sich neben Strapping Young Lads City auch an dem stark an den Death Metal angelehnten Demonic-Album für Testament.
1997 bis 2007 war Hoglan ständiger Schlagzeuger bei Strapping Young Lad, er fand aber trotzdem noch Zeit an zahlreichen Bands und Projekten teilzunehmen. So übernahm er als Sessionmusiker das Schlagzeug bei Old Man’s Child (1998, Album: Ill-Natured Spiritual Invasion), The Almighty Punchdrunk (1999, Album: Music for Them Asses) und Daemon, um nur einige zu nennen. Als offizielles Mitglied wirkte er außerdem bei Tenet mit, einem Sideprojekt des Strapping-Young-Lad-Gitarristen Jed Simon.

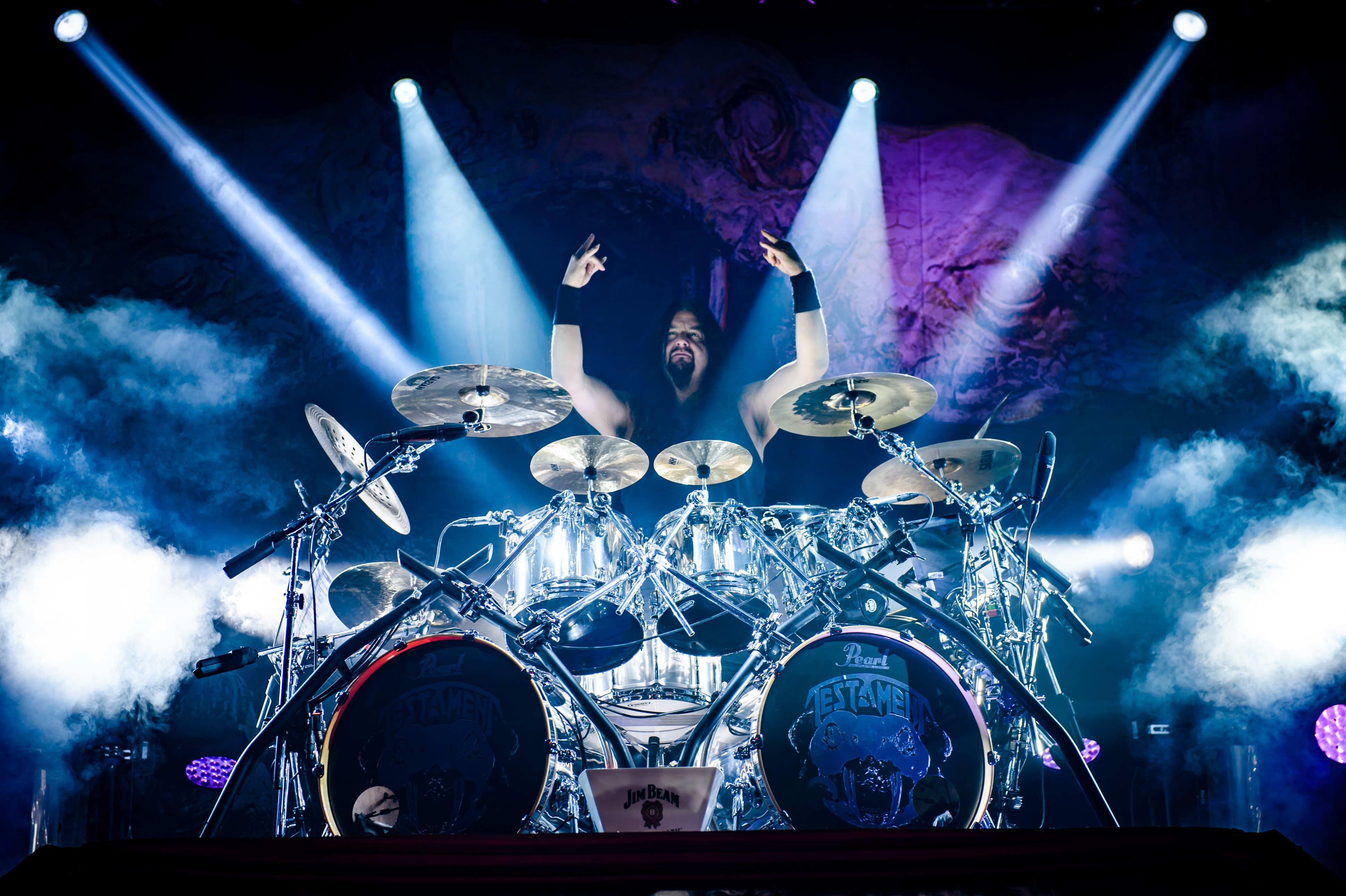
Hoglan beim Ruhrpott Metal Meeting 2017

2004 ersetzte er für eine Show Martin Lopez bei Opeth, der unter Panikattacken litt. 2005 wiederholte er sein Engagement für Opeth auf der Festival-Tour Sounds of the Underground. Er ist außerdem im Musikvideo The Grand Conjuration zu sehen.
Hoglan arbeitet außerdem für die fiktive Death-Metal-Band Dethklok, die der Star in einer US-amerikanischen Zeichentrick-Serie namens Metalocalypse ist. 2007 übernahm er das Schlagzeug bei Meldrum als Freundschaftsdienst für seine langjährige Bekannte Michelle Meldrum. 2008 gründete er zusammen mit Mushroomhead-Sänger Jason Popson die Band Pitch Black Forecast, arbeitete mit Unearth zusammen und spielte das dritte Zimmers-Hole-Album When You Were Shouting at the Devil…We Were in League with Satan ein. Er beteiligte sich außerdem als Schlagzeuger an einer Forbidden-Reunion und ersetzte dort das Originalmitglied Paul Bostaph.
Neben dem Schlagzeugspiel spielte er auch bei Dark Angel einige Gitarrenriffs ein und arbeitete als Produzent und Toningenieur, unter anderem für Silent Scream und Cranium.
Ab 2009 war er vorübergehend als Schlagzeuger bei Fear Factory aktiv. Im Herbst 2009 stellte Hoglan außerdem die DVD The Atomic Clock fertig, die er über seine Website vertreibt. Seit dem Album Dark Roots of Earth 2012 spielte er wieder für Testament, bis die Zusammenarbeit wegen Termingründen 2022 wieder beendet wurde.

## Diskografie (Auswahl)
- Dark Angel: Darkness Descends (1986)
- Dark Angel: Leave Scars (1989)
- Dark Angel: Live Scars (EP, 1990)
- Dark Angel: Time Does Not Heal (1991)
- Silent Scream: From the Darkest Depths of the Imagination (Produktion, 1992)
- Death: Individual Thought Patterns (1993)
- Death: Symbolic (1995)
- Naphobia: Of Hell (1995)
- Strapping Young Lad: City (1997)
- Testament: Demonic (1997)
- Old Man’s Child: Ill-Natured Spiritual Invasion
- Strapping Young Lad: No Sleep Till Bedtime (Live, 1998)
- Devin Townsend: Infinity (1998)
- The Almighty Punchdrunk: Music for Them Asses (1999)
- Cranium: Speed Metal Satan (Engineering, 2000)
- Devin Townsend: Physicist (2000)
- Devin Townsend – Terria (2001)
- Just Cause: Finger It Out (2001)
- Frygirl: Someone Please Kill Me (Congas, 2001)
- Daemon: Eye for an Eye (2002)
- Strapping Young Lad: Strapping Young Lad (2003)
- Strapping Young Lad: For Those Aboot to Rock (DVD, 2004)
- Strapping Young Lad: Alien (2005)
- Ani Kyd: Evil Needs Candy Too (2005)
- Strapping Young Lad: The New Black (2006)
- Meldrum: Blowin’ up the Machine (2007)
- Dethklok: The Dethalbum (2007)
- Zimmers Hole: When You Were Shouting at the Devil…We Were in League with Satan (2008)
- Pitch Black Forecast: Absentee (2008)
- Mechanism: Inspired Horrific (2008)
- Dethklok: Dethalbum II (2009)
- Tenet: Sovereign (2009)
- Fear Factory: Mechanize (2010)
- Brendon Small: Brendon Small´s Galaktikon (2012)
- Dethklok: Dethalbum III (2012)
- Testament: Dark Roots of Earth (2012)
- Meldrum: Lifer (2012)
- Testament: Brotherhood of the Snake (2016)
- Testament: Titans of Creation (2020)